# Trichocera arisanensis
Trichocera arisanensis är en tvåvingeart som beskrevs av Alexander 1935. Trichocera arisanensis ingår i släktet Trichocera och familjen vintermyggor.
Artens utbredningsområde är Taiwan. Inga underarter finns listade i Catalogue of Life.